# Johann Deisenhofer
Johann Deisenhofer (Zusamaltheim, Alemania, 30 de septiembre de 1943) es un bioquímico alemán galardonado con el Premio Nobel de Química del año 1988.

## Biografía
Estudió bioquímica en el Instituto Max Planck de Martinsried, donde se doctoró en 1974. Aquel mismo año ingresó en este centro, donde desarrolló sus investigaciones científicas hasta 1987, año en el cual aceptó la oferta del Instituto Médico Howard Hughes en Maryland y de la Universidad de Texas en Dallas.

## Investigaciones científicas
A partir de 1982, junto a Robert Huber y Hartmut Michel, inició sus investigaciones en el estudio de la estructura de un complejo de proteínas bacterianas llamado centro de reacción fotosintética. Este complejo de proteínas ya era conocido como el elemento principal en el inicio de un tipo sencillo de síntesis, el proceso que determina el color verde de las plantas y que hace que otros variados organismos conviertan la energía lumínica en energía química.
Entre 1982 y 1985 los tres científicos utilizaron métodos cristalográficos mediante rayos X para determinar la estructura exacta de los más de 10 000 átomos que componen el complejo de esta proteína, consiguiendo crear así su imagen tridimensional. Su investigación aumentó la comprensión general de los mecanismos de la fotosíntesis y reveló parecidos entre los procesos fotosintéticos de plantas y de bacterias.
En 1988 fue galardonado, junto a sus compatriotas Huber y Michel, con el Premio Nobel de Química por la determinación de la estructura tridimensional del centro de reacción fotosintética.
| Predecesor: Donald J. Cram Jean-Marie Lehn Charles J. Pedersen | Premio Nobel de Química 1988 | Sucesor: Sidney Altman Thomas R. Cech |

- Datos: Q76612
- Multimedia: Johann Deisenhofer / Q76612